# Шпикерман, Уве
Уве Шпи́керман (нем. Uwe Spiekermann; род. 1963, Ольсберг, Хохзауэрланд, Арнсберг, Северный Рейн-Вестфалия, ФРГ) — немецкий историк, специализирующийся в социальной и экономической историях. 
Уве Шпикерман преимущественно занимается исследованиями в области социальной и экономической истории XIX—XX веков в Германии, в частности историей потребления и торговли, питания, науки и знаний. В 2008—2015 годах занимал должность заместителя директора Германского исторического института в Вашингтоне. Автор многочисленных работ по истории общества потребления в Германии и питания в XIX—XX веках.

## Биография
Родился 1963 году в Ольсберге, Северный Рейн-Вестфалия, ФРГ. 
В 1983—1990 годах Уве Шпикерман изучал историю, политологию и публицистику в Вестфальском университете, затем в 1990—1994 годах в Мюнстере занимал должность научного сотрудника в исследовательском проекте по истории питания в 1880—1930 годах. 
В 1996 году защитил докторскую диссертацию на кафедре социальной и экономической истории Мюнстерского университета на тему «Основа общества потребления: возникновение и развитие современной мелкорозничной торговли в Германии в 1850—1914 годах». В 1996—1997 годах Шпикерман занимался исследованиями на отделении географии Экзетерского университета и позднее работал в Фонде доктора Райнера Вильда в Гейдельберге на должностях постдокторанта, научного сотрудника и в 1998—2001 годах управляющего директора.
В 2001—2008 годах Шпикерман занимал должность научного ассистента в Институте экономической и социальной истории Гёттингенского университета, где в 2008 году габилитировался[что?] и получил право преподавания истории Средних веков и Нового времени. В 2008—2015 годах Уве Шпикерман занимал должность заместителя директора Германского исторического института в Вашингтоне, в 2011—2012 годах преподавал историю Германии XIX—XX веков в Мюнстерском университете.

## Публикации
- Warenhaussteuer in Deutschland. Mittelstandsbewegung, Kapitalismus und Rechtsstaat im späten Kaiserreich. Peter Lang, Frankfurt am Main u. a. 1994, ISBN 3-631-46789-3.
- Basis der Konsumgesellschaft. Geschichte des modernen Kleinhandels in Deutschland 1850—1914. C. H. Beck, München 1999, ISBN 3-406-44874-7 (Zugleich: Münster, Universität, Dissertation, 1996)
- Bright Modernity: Color, Commerce, and Consumption in Global Perspective. In: Bulletin of the German Historical Institute. Washington D.C. Nr. 52, 2013, ISSN 1048-9134, S. 141—147
- Jewish Consumer Cultures in 19th and 20th Century Europe and America. In: Bulletin of the German Historical Institute. Washington D.C. Nr. 57, 2015, S. 137—146
- Künstliche Kost: Ernährung in Deutschland, 1840 bis heute. Göttingen: Vandenhoeck & Ruprecht 2018, ISBN 978-3-525-31719-8.